# Concistori di papa Innocenzo III

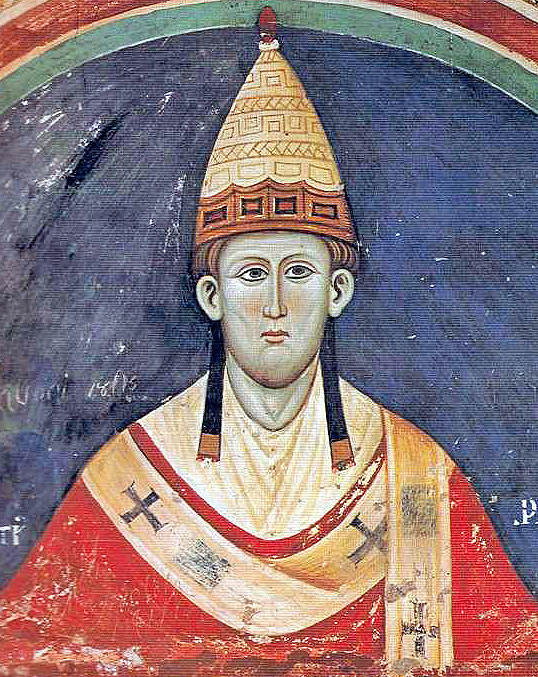
Papa Innocenzo III

Questa voce raccoglie l'elenco completo dei concistori per la creazione di nuovi cardinali presieduti da papa Innocenzo III, con l'indicazione di tutti i cardinali creati su cui si hanno informazioni documentarie (41 nuovi cardinali in 10 concistori). I nomi sono posti in ordine di creazione.

## Dicembre 1198 (I)
- Ugolino dei conti di Segni, nipote di Sua Santità; creato cardinale diacono di Sant'Eustachio; poi eletto Papa Gregorio IX il 19 marzo 1227 (morto nell'agosto 1241)
- Gérard, O.Cist., abate di Pontigny (Francia); creato cardinale diacono di San Nicola in Carcere (morto ca. 1200)

## Dicembre 1200 (II)
- Gregorio, creato cardinale vescovo di Sabina (morto nel 1216)
- Benedetto, creato cardinale diacono di Santa Maria in Domnica (morto verso luglio 1216)
- Leone Brancaleone, Can.Reg. S. Frediano (Lucca); creato cardinale diacono di Santa Lucia in Septisolio (morto verso agosto 1230)
- Matteo, creato cardinale diacono di San Teodoro (morto nell'agosto 1205)
- Giovanni dei Conti di Segni, nipote di Sua Santità; creato cardinale diacono di Santa Maria in Cosmedin (morto nel giugno 1213)

## Dicembre 1202 (III)
- Roger, creato cardinale diacono di Santa Maria in Domnica (morto nel 1213)
- Gualterio, creato cardinale diacono di Santa Maria in Portico Octaviae (morto ca. 1205)
- Raoul de Neuville, arcidiacono di Arras; creato cardinale presbitero di Santa Sabina (morto nel marzo 1221)

## 1205 (IV)
- Nicola de Romanis, creato cardinale vescovo di Frascati (morto alla fine del 1219)
- Guido Pierleone, canonico capitolare della Cattedrale di Piacenza; creato cardinale diacono di San Nicola in Carcere (morto nell'aprile 1228)
- Pietro di Morra, creato cardinale diacono di Sant'Angelo in Pescheria (morto ca. 1206)
- Uberto da Pirovano, creato cardinale presbitero (titolo ignoto) (morto nel marzo 1211)
- Giovanni da Ferentino, creato cardinale diacono di Santa Maria in Via Lata (morto nel 1216)
- Guala Bicchieri, Can.Reg. S. Pietro (Pavia), vescovo emerito di Vercelli; creato cardinale diacono di Santa Maria in Portico Octaviae (morto verso giugno 1227)
- Ottaviano dei Conti di Segni, creato cardinale diacono dei Santi Sergio e Bacco (morto verso luglio 1231)
- Gregorio Crescenzi, Can.Reg. S. Maria di Reno (Bologna); creato cardinale diacono di San Teodoro (morto dopo maggio 1226 o nel 1230)
- Giovanni, creato cardinale diacono dei Santi Cosma e Damiano (morto verso gennaio 1217)
- Paio Galvão, O.S.B., creato cardinale diacono di Santa Lucia in Septisolio (morto nel gennaio 1230)
- Stephen Langton, creato cardinale presbitero di San Crisogono (morto nel luglio 1228)
- Pietro Sasso, creato cardinale presbitero di Santa Pudenziana (morto alla fine del 1219)

## 1206 (V)
- Siegfried von Eppstein, arcivescovo di Magonza (Germania); creato cardinale presbitero di Santa Sabina (morto nel settembre 1230)

## 1207 (VI)
- Pietro, O.S.B.Cas., creato cardinale presbitero (titolo ignoto) (morto nel 1210-1211)
- Mauro, uditore della Sacra Rota Romana; creato cardinale presbitero (titolo ignoto) (morto nel 1225)

## 1211 (VII)
- Gerardo da Sessa, O.Cist., arcivescovo di Milano; creato cardinale vescovo di Albano (morto verso aprile 1212)

## 18 febbraio 1212 (VIII)
- Angelo, creato cardinale diacono di Sant'Adriano al Foro (morto nel novembre 1215)
- Giovanni Colonna, creato cardinale presbitero di Santa Prassede (morto verso aprile 1244)
- Pietro Collevaccino, creato cardinale diacono di Santa Maria in Aquiro (morto nel settembre 1219 o 1220)
- Bertrando Savelli, creato cardinale diacono di San Giorgio in Velabro (morto dopo luglio 1216)
- Stefano di Ceccano, O.Cist., abate del monastero di Fossanova; creato cardinale diacono di Sant'Angelo in Pescheria (morto nel novembre 1227)
- Robert Curzon, canonico capitolare della Cattedrale di Parigi; creato cardinale presbitero di Santo Stefano al Monte Celio (morto nel febbraio 1219)

## 1213 (IX)
- Rainiero, Can.Reg. S. Maria di Reno (Bologna); creato cardinale diacono di Santa Lucia in Silice (morto nel giugno 1217 o nel 1221)
- Giovanni Domenico Trinci, creato cardinale presbitero di San Ciriaco alle Terme Diocleziane (morto forse nel 1219)

## 1216 (X)
- Gregorio Theodoli, creato cardinale presbitero di Sant'Anastasia (morto nel 1227)
- Raniero Capocci, O.Cist., abate del monastero delle Tre Fontane (Roma); creato cardinale diacono di Santa Maria in Cosmedin (morto prima di giugno 1250)
- Romano Bonaventura, creato cardinale diacono di Sant'Angelo in Pescheria (morto nel febbraio 1243)
- Stefano de Normandis dei Conti, creato cardinale diacono di Sant'Adriano al Foro (morto nel dicembre 1254)
- Tommaso da Capua, arcivescovo di Napoli; creato cardinale diacono di Santa Maria in Via Lata (morto nell'agosto 1243)
- Pietro Campano, O.S.B.Cas., creato cardinale presbitero di San Lorenzo in Damaso (morto nel 1217)
- Aldobrandino Caetani, creato cardinale diacono di Sant'Eustachio (morto nel gennaio 1223)

## Fonti
- (EN) Current and historical information about the Bishops and Dioceses of the Catholic Hierarchy around the world, su catholic-hierarchy.org.
- (EN) Salvador Miranda, Innicent III, su fiu.edu – The Cardinals of the Holy Roman Church, Florida International University. URL consultato il 27 luglio 2015.